# Joseph Biziyaremye
Joseph Biziyaremye (1988) is een Rwandees wielrenner. Zowel in 2011 als in 2014 wist hij een etappe te winnen in de Ronde van Rwanda. In 2015 wist hij nationaal kampioen te worden van zijn land, in 2016 wist hij deze titel niet te prolongeren.

## Overwinningen
2011
7e etappe Ronde van Rwanda
2012
3e etappe Kwita Izina Cycling Tour
2014
5e etappe Ronde van Rwanda
2015
 Rwandees kampioen op de weg, Elite